# Марте Югансен
Марте Крокстад Югансен (норв. Marthe Kråkstad Johansen, або Marthe Kraakstad Johansen; нар. 5 січня 1999, Му-і-Рана) — норвезька лижниця та біатлоністка.

## Життєпис
Народжена 5 січня 1999 року в місті Му-і-Рана.

### Досягнення
Юніорський чемпіонат світу
- 2017 — , Осрбліє, естафета, 3х6 км,
- 2018 — , Отепяе, естафета, 3х6 км,
- 2020 — , Ленцергайде, естафета, 4х6 км.

Кубок світу
- 2023 — , Естерсунд, естафета 4х6 км.

Кубок IBU
- Брезно—Осрбліє
  - 2021 — , спринт 7.5 км
  - 2022 — , індивідуальна гонка коротка, 12,5 км
- Обертілліах, 2021.  — змішана естафета;  — індивідуальна гонка 15 км,
- Ідре, 2022.   — спринт 7,5 км;   — гонка переслідування 10 км
- Нове-Место, 2022.   — спринт 7.5 км,
- Кенмор, 2023 
  -  — мас-старт - 60. 12,5 км,
  -  — гонка переслідування 10 км,
  -  — одиночна змішана естафета,
  -  — супер спринт кваліфікація,
  -  — спринт 7,5 км.